# 10426 Charlierouse
10426 Charlierouse è un asteroide della fascia principale. Scoperto nel 1999, presenta un'orbita caratterizzata da un semiasse maggiore pari a 2,6340169 UA e da un'eccentricità di 0,1584418, inclinata di 13,65426° rispetto all'eclittica.
L'asteroide deve il suo nome a Charlie Rouse, tenorsassofonista jazz.